# Амида (молитва)
Амида (от мишн. ивр. עמידה‎ — «стояние») — одна из основных молитв в иудаизме, центральный элемент ежедневного богослужения. Часто называется также «Шмоне эсре» (שמנה עשרה‎ — «восемнадцать») по числу первоначально входивших в неё благословений. В Талмуде обычно называется просто «молитвой» (תפלה‎, тфила).

## История и структура молитвы
В Библии встречаются неоднократные указания на факт совершения молитв (например, Быт. 20:17, 2Цар. 12:20). Однако, в древности еврейские молитвы не имели канонизированных текстов и порядка произнесения; основную часть богослужения составляли жертвоприношения. Лишь в эпоху после вавилонского пленения (VI в. до н. э.) молитвы подверглись регламентации и было определено, каким образом и когда следует читать главную молитву дня.

### История создания молитвы «Амида»
В Талмуде (Брахот, 33а) сказано, что первые формулировки текста молитвы «Амида» были составлены Великим Собранием (иудейским религиозно-законодательным советом, существовавшим в V—III веках до н. э.). До разрушения Храма (70 год н. э.) молитва не имела установленного текста, была определена только общая структура: каждая часть молитвы завершалась стандартной формулой благословения (…בָּרוּךְ אַתָּה יְהוָה — Благословен Ты, Господи…), начало молитвы посвящалось прославлению Бога, конец — благодарению Бога, в середине шли собственно просьбы.
До эпохи таннаев существовал запрет молиться по установленному, а тем более записанному тексту. Однако после разрушения Храма и прекращения храмовой службы молитва стала единственно возможной формой богослужения и тем самым приобрела особое значение. Было решено, что Амида является в некотором роде заменой совершавшихся в Храме жертвоприношений, в соответствии с библейским стихом «Возьмите с собою молитвенные слова и обратитесь к Господу; говорите Ему: «отними всякое беззаконие и прими во благо, и мы принесем жертву уст наших» (Ос. 14:3). Поэтому во II веке н. э. при наси Гамлиэле II было решено зафиксировать текст общественных и частных молитв. Тем не менее, он до сих пор незначительно различается в различных богослужебных канонах.
Число благословений установили — восемнадцать, по Талмуду — в соответствии с числом упоминаний имени Бога в Шма и 29-м псалме. Тем не менее, в окончательном варианте благословений оказалось на одно больше — девятнадцать. Талмуд объясняет это тем, что Гамлиэль II предложил составить для Амиды дополнительное благословение, направленное против отступников и еретиков, которое и было сформулировано Самуилом га-Катаном. По другим источникам, однако, указанное благословение входило в Амиду изначально, а дополнительное благословение появилось в результате разделения на две молитвы о восстановлении Храма и царства.
Некоторые входящие в Амиду благословения были составлены раньше полного текста молитвы и использовались как самостоятельные элементы богослужения. Например, предполагается, что благословения 4—7 читались в службе Йом-кипура, благословения 1, 8, 9, 13, 15 были составлены в эллинистическую эпоху и входили в молитву за благополучие Иерусалима, благословения 16—18 были частью молитвы коэнов, сопровождавшей произнесение Ааронова благословения. Особенности структуры некоторых благословений указывают на то, что изначально они содержали упоминание о Боге в третьем лице, которое затем было изменено на второе, соответствующее смыслу молитвы как обращения к Всевышнему.
В Талмуде упоминаются некоторые благословения, не вошедшие в современные варианты Амиды, а также варианты текста молитвы, признанные по тем или иным причинам еретическими, и поэтому запрещённые.
Структура и порядок чтения молитвы обсуждается в Талмуде (трактат Брахот, главы 4—5) и описывается в галахических кодексах Мишне Тора, Шулхан арухе.

### Время чтения молитвы
Так как чтение амиды является заменой храмовых жертвоприношений, было установлено чтение амиды три раза в день — в утренней (шахарит), дневной (минха) и вечерней (маарив) молитвах. Утренняя и дневная молитвы соответствуют ежедневному всесожжению, приносившемуся два раза в день (Чис. 28:4), а вечерняя — сжиганию остатков принесённых в течение дня жертв. В субботу, новолуние и праздники добавляется четвёртое прочтение — мусаф (соответствующее дополнительной праздничной жертве), а в Йом-Кипур — ещё и пятое, неила, соответствующее особому жертвоприношению этого дня. Согласно Талмуду (Брахот, 26б) обычай молиться три раза в день восходит к праотцам — Аврааму, Исааку и Иакову.
Время чтения каждой из этих молитв установлено в соответствии с временем принесения жертв в храме. Утреннюю молитву читают от восхода солнца до конца первой трети дня, дневную — во второй половине дня, вечернюю допускается читать в течение всей ночи, мусаф — в течение всего дня, между утренней и дневной молитвами.
Установленное время чтения не лишает верующих права произносить молитву амида в любое время, в дополнение к обязательным прочтениям.

### Структура Амиды
Обычная, будничная Амида, читаемая во все дни, кроме суббот и праздников, состоит из девятнадцати благословений (хотя традиционно называется «восемнадцать»). Первые три благословения, — прославление Бога, имеют цель воззвать к Его милосердию и создать соответствующее настроение у молящегося. Средние благословения, их тринадцать, содержат просьбы к Богу: сначала идут шесть личных просьб, затем шесть общественных, касающихся всего еврейского народа, последнее благословение является просьбой о благосклонном принятии молитвы. Наконец, последние три благословения представляют собой благодарность Богу за возможность служить Ему.
По субботам и праздникам, а также во всех мусафах читаются особые варианты Амиды, в которых от будничного варианта остаются только три первых и три последних благословения, а остальные заменяются на благословение, посвящённое данному дню. Такая молитва называется «Молитвой семи благословений» (тфилат шева), хотя в разговорной речи её всё равно часто называют «Шмоне-эсре». В мусафе Рош ха-Шана Амида содержит девять благословений.
Общим для всех вариантов Амиды, как будничных, так и праздничных, является то, что молитва начинается со стандартной формулы «Благословен Ты, Господи…», и ею же заканчивается каждое благословение. В любом варианте молитвы присутствуют благословения, прославляющие Бога (первые три) и благословения благодарности (последние три).

### Текст молитвы
Перед молитвой произносят «Господи! отверзи уста мои, и уста мои возвестят хвалу Твою» (Пс. 50:17).
Первое благословение «Праотцы» (авот):
- Благословен Ты, Господи[7], Боже наш, Бог предков наших[8], Авраама, Исаака и Иакова[9], Бог Великий, Всесильный и Грозный[10], Бог Всевышний[11], Творящий благодеяния, Владеющий всем, Помнящий заслуги предков и Посылающий спасителя их потомкам, ради Имени Своего, Царь Помогающий, Спасающий и Щит! Благословен Ты, Господи, Щит[12] Авраама[13][14].

Второе благословение «Могущество» (гвурот) слегка меняется в зависимости от сезона. В зимний период (когда в земле Израиля — сезон дождей) в благословении говорят о дожде, в летний период — о росе:
- Ты всесилен вечно, Господи! Ты воскрешаешь мёртвых, Ты Велик при спасении, Ты ниспосылаешь росу (летний вариант)/навеваешь ветер и ниспосылаешь дождь (зимний вариант). Ты питаешь живущее по милости, воскрешаешь мёртвых по великому милосердию, поддерживаешь падающих, исцеляешь больных, освобождаешь заключённых и сохраняешь верность Свою спящим во прахе. Кто, как Ты, о Всесильный, и кто сравняется с Тобою, Царь, Умерщвляющий и Воскрешающий и Дающий возродиться спасению. Ты верен Своему слову — воскресить мёртвых. Благословен Ты, Господи, Воскрешающий мёртвых[15].

Третье благословение «Освящение имени» (кдушат ха-шем):
- Ты Свят, и Имя Твоё свято, и святые ежедневно восхваляют Тебя. Благословен Ты, Господи, Бог Святой.

Четвёртое благословение «Разум», «Понимание» (даат или бина):
- Ты одаряешь человека разумом и научаешь смертного мудрости. Даруй нам от Себя знание, разум и мудрость. Благословен Ты, Господи, Одаряющий разумом.

Пятое благословение «Покаяние» (тшува):
- Обрати нас, Отче наш, к Торе Твоей, и приблизь нас, Царь наш, к служению Тебе, и возврати нас покаявшимися к Себе. Благословен Ты, Господи, Желающий покаяния.

Шестое благословение «Прощение» (слиха):
- Прости нас, Отче наш, ибо мы согрешили. Отпусти нам, Царь наш, ибо мы провинились; ведь Ты отпускаешь и прощаешь! Благословен Ты, Господи, Умолимый, Многопрощающий.

Седьмое благословение «Спасение» (геула):
- Воззри на наши бедствия и заступись за нас[16], и спаси нас скорее ради Имени Своего, ибо могучий Спаситель Ты. Благословен Ты, Господи, Спаситель Израилев.

Восьмое благословение «Исцеление» (рефуа):
- Пошли нам, Господи, здравие, — и мы будем здравы; помоги нам — и мы будем обеспечены, ибо Ты — наша Слава[17]. Дай же нам настоящее исцеление от всех болезней наших, ибо Ты, Царь, Верный Целитель и Милостивый. Благословен Ты, Господи, Исцеляющий больных народа Своего Израиля.

Девятое благословение «Благословение годов» (биркат ха-шаним), как и второе благословение, меняется в зависимости от сезона. Зимой оно содержит молитву о дожде, летом — нет. У сефардов и йеменских евреев при этом меняется весь текст благословения, у ашкеназов зимой добавляется небольшая вставка (в квадратных скобках):
- Благослови нам, Господи Боже наш, год сей и все его урожаи, и ниспошли благословение, [росу и дождь] на лицо земли, насыть нас благами Своими и благослови годы наши изобилием. Благословен Ты, Господи, Благословляющий годы.

Десятое благословение «Собирание изгнанников» (кибуц галуйот):
- Воструби рогом великим на свободу нашу, подними знамя, чтобы собрать изгнанников, собери нас вместе с четырёх концов земли. Благословен Ты, Господи, Собирающий скитальцев[18] народа Своего, Израиля.

Одиннадцатое благословение «Восстановление правосудия» (ха-шиват ха-мишпат):
- Возврати нам судей наших по прежнему и советников наших по первоначальному. Отстрани от нас печаль и стон и царствуй над нами Ты один милостиво и суди нас праведно. Благословен Ты, Господи, Царь, Любящий милость и правосудие.

Двенадцатое благословение против изменников (биркат ха-миним):
- А клеветникам да не будет надежды, и всякое зло да погибнет мгновенно, и все враги народа Твоего да будут скоро сокрушены, а злонамеренных искорени и истреби, низвергни и усмири в ближайшем будущем. Благословен Ты, Господи, Сокрушающий врагов и Унижающий злонамеренных.

Тринадцатое благословение «Праведники» (цадиким):
- Да пробудится милосердие Твоё, Господи Боже наш, к праведникам, благочестивым, старейшинам народа Твоего, Дома Израиля, к уцелевшим из мудрецов, праведным прозелитам и ко всем нам. Воздай доброю наградой всем уповающим на Тебя всецело, а нам дай удел с ними навсегда, и да не устыдимся мы, уповающие на Тебя. Благословен Ты, Господи, Опора и Надежда праведников.

Четырнадцатое благословение «Восстановление Иерусалима» (биньян Йерушалаим):
- Вернись милостиво в Твой город Иерусалим и обитай в нём по Своему обещанию. Устрой его вскорости, в наши дни, навеки, и престол Давида в нём утверди вскорости. Благословен Ты, Господи, Устрояющий Иерусалим[19].

Пятнадцатое благословение «Мессия сын Давида» (машиах бен-Давид):
- Отпрыску Давида, раба Твоего, дай скоро возрасти, и рог его да возвысится помощью Твоею. Ибо на Твою помощь мы уповаем всякий день. Благословен Ты, Господи, воздвигающий рог спасения[20].

Шестнадцатое благословение «Внимающий молитве» (Шомеа тфила):
- Услышь голос наш, Господь Бог наш. Милосердный Отец, пощади нас и умилосердись над нами и прими милостиво и благосклонно молитвы наши. Ведь Ты, Бог, внимаешь молитвам и просьбам, не отпусти же нас от себя ни с чем, Ты, милостиво внимающий молитве народа Твоего Израиля. Благословен Ты, Господи, внимающий молитве.

Семнадцатое благословение «Служение» (авода):
- Благоволи, Господи, Боже наш, к народу своему, Израилю, и к молитвам его. Восстанови служение в Святая Святых Дома Твоего и принимай бласкосклонно жертвоприношения и молитвы Израиля. Да будет постоянно угодно Тебе служение народа Твоего Израиля. Да узрят глаза наши милостивое возвращение Твоё в Сион. Благословен Ты, Господи, возвращающий снова величие Своё в Сион.

Восемнадцатое благословение «Благодарность» (ходаа):
- Мы признаём, что Ты, Господи, Бог наш и Бог предков наших всегда; что Ты Оплот жизни нашей, Защита и Помощь наша из поколения в поколение. Мы благодарим Тебя и воздаём хвалу за находящуюся в Твоих руках жизнь нашу, за подвластные Тебе души наши, за происходящие с нами ежедневно чудеса, за дивные дела и благодеяния Твои, совершающиеся ежечасно, вечером, утром и в полдень. О Всеблагий, неистощима благость Твоя. О Всемилостивый, неисчерпаема милость Твоя, — мы вечно уповаем на Тебя. За всё это да будет благословенно и превозносимо Имя Твоё, о Царь наш присно и во веки веков. Всё живущее благодарит Тебя и восхваляет Имя Твоё по истине, о Боже, Помощь и Подспорье наше. Благословен Ты, Господи, чьё Имя — Всеблагий, и кому подобает благодарность[21].

Девятнадцатое благословение «Благословение мира» (биркат ха-шалом) существует в двух формах — полной (сим шалом) и сокращённой (шалом рав), которую ашкеназы, как правило, читают в дневной и вечерней молитвах. Полная форма благословения:
- Пошли мир, добро и благословение, приязнь, милость и сочувствие нам и всему народу Твоему, Израилю. Благослови нас, Отче наш, светом Лика Твоего, ибо этим светом дал Ты нам, Господи Боже наш, тору жизни, любовь к добродетели, праведность, справедливость, благословение, милость, жизнь и мир. Да будет угодно Тебе благословить народ Твой Израиля всегда и во всякое время миром. Благословен Ты, Господи, благословляющий народ Свой, Израиля, миром[22].

После молитвы добавляют «Да будут слова уст моих и помышление сердца моего благоугодны пред Тобою, Господи, твердыня моя и Избавитель мой» (Пс. 18:15).
Вслед за этим принято читать небольшую молитву, которая была добавлена к Амиде в период составления вавилонского Талмуда, затем говорят «Творящий мир на высотах Своих да творит мир нам и всему Израилю» и завершают чтение просьбой о восстановлении Иерусалимского Храма.

### Добавления в текст молитвы
Хотя текст молитвы в настоящее время является фиксированным, в неё допускается вставлять личные просьбы, для которых отведены специальные места: просьбы за здравие вставляют в благословение «Исцеление», другие просьбы — в благословение «Внимающий молитве» или в конец. Личные просьбы не принято вставлять в субботние и праздничные молитвы.

### Сокращённые формы молитвы
В Мишне (Брахот, 4:3) приводится спор между законоучителями о допустимости чтения молитвы «Амида» в сокращённой форме. В Талмуде уточняется, что начальные три и конечные три благословения следует читать полностью, а серединные тринадцать можно объединить в одно краткое благословение:
- Дай нам, Господи, Боже наш, разум, чтобы понять пути Твои. Внуши сердцам нашим благоговение пред Тобой, прости нам прегрешения наши, устрани от нас страдания, благослови наш урожай, собери рассеянных с четырёх концов земли; да возрадуются праведные устроением Твоего города, восстановлением храма и дома Давида, раба Твоего, и появлением отпрыска, сына Иессеева, помазанника Твоего. Ответь нам раньше, чем мы воззовём к Тебе. Благословен Ты, Господи, внимающий молитве.

Чтение сокращённого варианта считается недопустимым в зимний период (когда просят о дожде), а также на исходе субботы, так как в тексте благословения нет места для соответствующих вставок.
В случае опасности молитву «Амида» сокращают до одного благословения; согласно галахе, когда опасность миновала, следует прочесть полную молитву. В Мишне (Брахот 4:4) и Тосефте (Брахот 3:7) приведено несколько вариантов текста краткой молитвы; каноническим был признан следующий текст:
- Велики нужды народа Твоего Израиля, но сознание их неясно. Да будет воля Твоя, Господи Боже наш, даровать каждому всё ему необходимое и каждому существу всё ему недостающее. Благословен Внимающий молитве.

## Порядок чтения молитвы
Молитву Амида читают стоя, плотно сдвинув ноги и повернувшись в сторону Иерусалима (а в Иерусалиме — в сторону Храмовой горы). Законы чтения главной молитвы в иудаизме разработаны очень подробно.

### Частная и общественная молитва
Молитва Амида читается как индивидуально, так и в общественном богослужении, которое, как правило, происходит в синагоге. Предпочтительным является чтение амиды в рамках общественной службы, необходимым условием которой является наличие миньяна — кворума, состоящего из не менее чем десяти совершеннолетних (см. бар-мицва) мужчин — евреев (в реформистском иудаизме в миньян включаются и женщины). В ходе общественного богослужения Амиду обычно читает сначала тихо каждый молящийся, а затем громко — ведущий службу (хаззан).

### Сосредоточенность при молитве и язык молитвы
Молитва в иудаизме называется «служением сердца». Молящийся не должен просто механически читать текст, но искренне сосредоточиться на нём, создать у себя соответствующее настроение, которое называется каваной. Поэтому считается предпочтительным, чтобы человек читал молитву на том языке, который он лучше всего знает. В идеале, однако, молитву следует читать на иврите, а при общественном богослужении в ортодоксальной общине хаззан читает Амиду обязательно на этом языке. Согласно галахе, правильная кавана особенно важна при чтении первого и предпоследнего благословений.

### Запрет прерывания молитвы
При чтении молитвы Амида совершенно запрещено прерываться, за исключением тех случаев, когда это опасно для жизни. В Талмуде приводится история о том, что рабби Ханина бен Доса не прервал молитву даже тогда, когда вокруг его ноги обвилась змея (при этом он остался жив и здоров, а змею вскоре нашли мёртвой). Согласно галахе, если змея ядовитая, молитву, конечно, следует прервать. Запрещено мешать молящемуся, в частности, нельзя сидеть или проходить перед ним слишком близко.

### Тихое чтение
При индивидуальном чтении Амида произносится шёпотом, так, чтобы окружающие не слышали молящегося; во время совместной молитвы каждый должен слышать только самого себя. В пример здесь ставится молитва Ханны (Анны), матери пророка Шмуэля (Самуила): согласно 1Цар. 1:13 во время молитвы «Анна говорила в сердце своем, а уста её только двигались, и не было слышно голоса её».

### Стояние
Слово Амида переводится с иврита как «Стояние». Амиду читают всегда стоя, плотно сдвинув ноги — считается, что при этом молящийся уподобляется ангелам. Кроме того, это способствует правильной каване. В случае, если встать трудно (например, в лодке, в самолёте) Амиду допускается читать не вставая. Во время повторения Амиды хаззаном в течение большей его части молящимся разрешается сидеть.

### Обращение в сторону Иерусалима
Читающий Амиду должен стоять лицом в сторону Иерусалима. В Талмуде (Брахот, 30а) сказано: «Тот, кто молится за пределами Страны Израиля, должен обратить своё сердце к Стране Израиля, потому что сказано (3Цар. 8:48): „и будут молиться Тебе, обратившись к земле своей“. Тот, кто молится, находясь в Стране Израиля, должен обратить своё сердце к Иерусалиму, потому что сказано (3Цар. 8:44): „и будет молиться Господу, обратившись к городу, который Ты избрал“. Тот, кто молится в Иерусалиме, обращает своё сердце к Храму… Тот, кто молится в Храме, обращает своё сердце к Святая святых… Получается, что весь народ Израиля устремляет свои сердца к одному и тому же месту». На практике молящиеся иудеи в Европе и Северной Америке поворачиваются лицом на восток, в европейской части России — на юг, в азиатской части — на запад и юго-запад.
Аналогичный закон существует в исламе, где молящиеся поворачиваются в сторону Каабы.

### Три шага
Существует обычай перед молитвой Амида делать три шага назад, а затем — три шага вперёд; после молитвы — три шага назад на прежнее место. В начале молитвы эти шаги символизируют уход от материального мира и следующее за тем приближение к Богу. Согласно мидрашу (Мехилта к книге Шмот) три шага перед молитвой основаны на том, что Моисей при восхождении к Богу на гору Синай прошёл три этапа святости.
Три шага назад после молитвы символизируют отход от жертвенника после принесения жертвы, а также ученика, уходящего от своего учителя.

### Поклоны
Поклоны совершаются в начале и конце первого благословения, в начале и конце предпоследнего благословения; также в конце молитвы, перед тем, как отступить назад, кланяются и сразу после этого, произнося фразу «творящий мир…», склоняют голову влево, вправо и вперёд. Таким образом, всего делается пять поклонов. В первом благословении и в конце предпоследнего при слове «Благословен» сгибают колени, при слове «Ты» — кланяются, при слове «Господь» — выпрямляются (так как сказано «Господь восставляет согбенных», Пс. 145:8). В начале предпоследнего благословения совершают простой поклон. Во всех этих случаях кланяются так, чтобы на спине проступили позвонки, а тот, кто не в состоянии это сделать, просто наклоняет голову.
В мусафах Рош ха-Шана и Йом-кипура ашкеназы совершают земные поклоны, становясь на колени и касаясь лбом пола (эти поклоны похожи на земные поклоны мусульман при намазе, но не идентичны им). Существует мнение, что земные поклоны следует делать во всех ежедневных молитвах, но в практику это не вошло.

## Повторение молитвы при общественном богослужении

### Общий порядок чтения Амиды хаззаном
Во время общественного богослужения, после того как все прочли молитву Амида тихо, хаззан повторяет её вслух от имени всех присутствующих. Громкое чтение Амиды хаззаном являлось изначальной формой её использования в общественном богослужении. Когда позднее ввели индивидуальное прочтение, молитву хаззана оставили в качестве повторного чтения в первую очередь ради тех, кто не умел молиться (в древности текст Амиды не записывался, и его нужно было знать наизусть). Хотя сейчас такой проблемы нет — каждый может читать тексты молитв на родном языке и по книге — повторение Амиды тем не менее осталось в литургии.
Повторяются все прочтения Амиды, кроме вечернего, так как оно не соответствует храмовому жертвоприношению. Если нет миньяна, молитва также не повторяется. Текст повторной молитвы полностью совпадает с текстом личной за исключением третьего и предпоследнего благословений. При повторении молитвы, когда хаззан читает «Благословен Ты, Господь», община произносит «Благословен Он и благословенно Имя Его», а в конце каждого благословения отвечает «Амен». При чтении хаззаном предпоследнего благословения община, склонившись, читает особую молитву «Благодарение наших учителей» («Модим де-рабанан»), по содержанию сходную с текстом этого благословения. При нехватке времени повторение может быть сокращено: хаззан громко произносит первые три благословения, а затем уже каждый читает Амиду тихо. В реформистском и консервативном иудаизме повторение Амиды ведущим также может сокращаться или вообще отсутствовать.

### Кдуша
При повторении Амиды хаззаном третье благословение, которое в личной молитве состоит всего из двух фраз, значительно расширяется и читается в форме диалога хаззана и общины. В этом виде оно называется Кдушей. При чтении Кдуши община молящихся уподобляется ангельскому хору, освящающему имя Всевышнего. Текст Кдуши построен на трёх фразах из Библии, которые произносятся всеми вместе — «Свят, Свят, Свят Господь Саваоф! вся земля полна славы Его» (Ис. 6:3), «благословенна слава Господа от места своего» (Иез. 3:12) и «Господь будет царствовать во веки, Бог твой, Сион, в род и род. Аллилуия» (Пс. 145:10). Первые две фразы, согласно Библии, используются ангелами при восхвалении Бога.
Текст Кдуши меняется в зависимости от времени молитвы. Самая короткая Кдуша — в будничной дневной молитве, в утреней молитве она длиннее, в субботних и праздничных молитвах — ещё длиннее. Наиболее расширенное и торжественное прочтение Кдуши содержится в мусафах суббот и праздников и в молитвах Йом-кипура.

### Благословение коэнов
В Израиле принято, что после чтения хаззаном предпоследнего благословения в утренней Амиде коэны, выйдя вперёд, становятся перед молящимися и читают Аароново благословение (Чис. 6:24—26). Этот ритуал является отголоском храмового богослужения: в Храме коэны произносили это благословение после утреннего жертвоприношения. В посты оно читается также и в дневной молитве, а в Йом-кипур — в молитве Неила. Таким образом, оно читается в тех случаях, когда предполагается, что коэны заведомо не пили алкогольных напитков (что запрещает им участвовать в храмовой службе (Лев. 10:9). В диаспоре в ашкеназских общинах коэны выходят для благословения только в праздники, а в остальных случаях его читает хаззан. Либеральные течения в иудаизме не признают статуса коэнов.

## Особые формы Амиды

### Субботняя амида
В субботу амида читается четыре раза: в вечерней молитве (в иудаизме сутки начинаются с захода солнца), в утренней, в дополнительной (мусаф) и в дневной молитве. Первые три и последние три благословения остаются неизменными, а средние благословения заменяются на одно, называемое «Освящение дня» (кдуша ха-йом). Его текст в каждой из четырёх субботних молитв различный: в вечерней молитве он посвящён сотворению мира (Быт. 2:1—3), в утренней — дарованию заповеди о субботнем отдыхе (Исх. 20:8—11), в мусафе — субботнему жертвоприношению (Чис. 28:9—15), в дневной молитве — празднованию субботы в настоящем и будущем.
В вечерней молитве субботы (то есть в пятницу вечером), когда повторять амиду не принято, хазан вместо этого читает благословение — «Краткие семь» (меэйн шева) — краткий повтор содержания амиды.

### Праздничная Амида
В праздники: Песах (первый и последний дни), Шавуот, Суккот (первый день) и Шмини Ацерет — амида построена аналогично субботней. Она также читается четыре раза, тоже состоит из семи благословений. Четвёртое благословение также называется «освящение дня», но, в отличие от субботних, его текст одинаков в вечерней, утренней и дневной молитвах. Если праздник пришёлся на субботу, читается праздничный вариант «освящения дня» с посвящёнными субботе вставками. Вне земли Израиля каждый из вышеупомянутых праздников продолжается два дня вместо одного, и в каждый из этих дней положена праздничная амида.

### Амида молитвы мусаф
Четвёртая, дополнительная молитва дня — мусаф — читается в те дни, когда Тора предписывает приносить дополнительное жертвоприношение (Чис. 28, 29): в субботу, новолуние (рош-ходеш), во все дни праздников Песах и Суккот, в Шавуот, Шмини Ацерет, Рош ха-Шана и Йом-Кипур. Амида молитвы мусаф, как и во всех праздничных вариантах, всегда состоит из семи благословений, среднее из которых называется «освящение дня» (исключение — мусаф Рош ха-Шана, где амида содержит девять благословений). Четвёртое благословение мусафа в ортодоксальном иудаизме всегда посвящается праздничной жертве, содержит соответствующий фрагмент из Торы и просьбу о восстановлении иерусалимского храма и возобновлении жертвоприношений. После личной молитвы следует её повторение хазаном.
Хотя галаха разрешает читать мусаф в течение всего дня, на практике он всегда присоединяется к утреннему богослужению.
В реформистском и консервативном иудаизме мусаф обычно не содержит упоминаний о жертвоприношениях, либо вообще не читается.

### Чтение амиды в Рош ха-Шана и Йом-Кипур
В Рош ха-Шана и Йом-Кипур амида, хотя и сохраняет общую структуру, существенно отличается от обычной.
Амида в эти дни, как и во все праздники, состоит из семи благословений. Первые три и последние три благословения — в общем те же, что и во всех молитвах года, однако их текст сильно расширен. Четвёртое благословение — «освящение дня» — одинаково в вечерней, утренней и дневной молитвах, в мусафе оно посвящено праздничной жертве. В мусафе Рош ха-Шана амида состоит из девяти благословений (единственный случай в году); её срединная часть — соответственно из трёх. В первом содержится десять отрывков из Библии, упоминающих Бога как Царя (сюда же вставлено описание праздничной жертвы), во втором — десять отрывков, упоминающих Бога как Помнящего всё, в третьем — десять отрывков, в которых упоминается шофар (бараний рог), один из существенных атрибутов празднования Рош ха-Шана (в него трубят в ходе молитвы).
Повторение молитв хазаном в Рош ха-Шана и Йом-Кипур производится в особом торжественном стиле и включает в себя множество дополнительных фрагментов; по этой причине чтение амиды в эти дни занимает значительно больше времени по сравнению с остальными днями года.

### Амида молитвы неила
Чтение молитвы неила было введено в талмудический период. Полное название молитвы — неилат шеарим — переводится как «запирание [небесных] врат» и означает, что её читают на заходе солнца. Молитва читалась только в особых случаях — в дни постов, а также в общинах, посылавших своих представителей в Иерусалим для участия в храмовом служении (Талмуд, Таанит, гл. 4). В современной практике неила читается единственный раз в году — в Йом-Кипур. Амида молитвы неила состоит, как и все молитвы Йом-Кипура, из семи благословений, но имеет существенные отличия в тексте. После личной молитвы следует её повторение хаззаном. В течение всей этой довольно продолжительной службы принято стоять.

## Вставки в молитву амида

### Молитвы о дожде и росе
Когда хаззан читает амиду молитвы мусаф в осенний праздник Шмини Ацерет, он вставляет в неё особую молитву о ниспослании дождя (так как вскоре после этого праздника в Израиле начинается сезон дождей). Аналогично, при повторении амиды мусафа в первый день весеннего праздника Песах (начало сухого сезона в Израиле) в неё вставляется молитва о росе.

### Авдала
В вечерней молитве, читаемой на исходе субботы или праздника, в четвёртом благословении имеется специальная вставка — авдала («Разделение»). В ней возносится благодарность Богу за то, что Он научил людей отделять праздничные дни от будней. Существует особый ритуал перехода к будням, также называемый «авдала». Если после субботы следует праздник, то в вечерней праздничной молитве также читается авдала, но в ней уже говорится об отделении не «святого от будничного», а «святого от святого».

### Вставки на дни раскаяния
В дни покаяния (от Рош ха-Шана до Йом-Кипура) читаются особые вставки в двух первых и двух последних благословениях. Считается, что в эти дни человек имеет шанс изменить в лучшую сторону вынесенный ему приговор небесного суда. Поэтому в этих вставках молящийся призывает к милосердию Бога и просит о внесении его имени в Книгу жизни (а в последней молитве Йом-Кипура просит скрепить эту запись печатью).
Кроме этого, в дни раскаяния изменены окончания третьего и одиннадцатого благословений: в третьем вместо «Бог Святой» говорят «Царь Святой», а в одиннадцатом вместо «Царь, Любящий справедливость и правосудие» говорят «Царь правосудия». Эти изменения призваны напомнить молящимся о вынесенном приговоре.

### Вставки в дни общественных постов
В дни общественных постов в утренней и дневной молитвах хазан добавляет в них особое благословение поста. Таким образом, в эти дни в повторении амиды читается двадцать благословений. В дневной амиде каждый молящийся также читает благословение поста, но не как отдельное благословение, а в виде вставки в просьбу о принятии молитвы. Благословение мира в дневной молитве поста всегда читается в полной форме.
В пост Девятое Ава в дневной молитве существенно расширяется благословение, содержащее просьбу о восстановлении Иерусалима.

### Праздничная вставка
В новолуние (рош-ходеш) и в промежуточные дни праздников Песах и Суккот читается обычная, будничная амида. Но в силу особого статуса этих дней в амиду, в благословение, посвящённое храмовой службе, читается праздничная вставка йале ве-йаво («Да поднимется и придёт…»). Эта же молитва присутствует и в амиде настоящих праздников в качестве составной части благословения «Освящение дня».

### Вставки на Хануку и Пурим
В дни Хануки и в Пурим также положена обычная амида (так как эти праздники не упомянуты в Торе), но в предпоследнем благословении читается вставка «За чудеса» (ивр. על הנסים‎), посвящённая событиям этих праздников.

### Позднейшие изменения в тексте амиды
В XVI веке изменения в текст амиды внёс Аризаль, который сделал попытку объединить ашкеназский и сефардский тексты молитвы в соответствии со своим пониманием каббалы. После Шестидневной войны, с воссоединением Иерусалима в 1967 году в религиозных кругах стал обсуждаться вопрос об изменении вставки в молитве на девятое Ава.
В либеральных направлениях иудаизма изменения в основном связаны с тем, что они не рассматривают молитву амида как замену жертвоприношений и отрицают принципиальную необходимость их возобновления. Поэтому в молитве либо вообще не говорится о храме и жертвах, либо присутствуют только упоминания о них без просьбы о восстановлении храмовой службы. В реформистском иудаизме амида не привязывается к конкретному времени суток, а мусаф, как правило, отсутствует.
В реформистском иудаизме в первом благословении упоминают не только о праотцах, но и о праматерях еврейского народа; таким образом молитва начинается: «Благословен Ты, Господи, Боже наш, Бог отцов и матерей наших, Авраама, Исаака и Иакова, Сарры, Ревекки, Лии и Рахили». Слова «Посылающий спасителя» меняют на «Посылающий спасение», таким образом убирается упоминание о Мессии. Во втором благословении опускают упоминание о воскресении мёртвых, говоря в заключительной формуле вместо «Воскрешающий мёртвых» — «Дарующий жизнь всему живому». В благословении «служение» просьба о возобновлении храмового служения заменяется на просьбу к Богу «Обратись к Своим слугам и будь добр к нам, излей Свой Дух на нас».